# Eyre Creek
Eyre Creek est une localité située dans la région du Southland dans l'Île du Sud de la Nouvelle-Zélande

## Situation
Elle est située au nord-est de la plaine des cinq rivières.
Elle siège sur le trajet de la route State Highway 6/SH 6, à 8 km) soit (11 miles) au nord de la ville de Lumsden.
Sur son bord Nord, se situe les collines des « Jollies Hill Pass » s’élevant à 396 m (1 300 pieds), connues habituellement sous le nom des « Jollies », qui bordent le flanc ouest du la localité de Lumsden.

## Jolly Waggoners
La première installation fut établie dans cette zone au début 1863, quand P. K. Bracken, Thomas Crawley et John Groves construisirent le « Dome Pass Accommodation House », connue sous le nom de « Jolly Waggoners »
Ceci était juste au nord de la jonction des routes reliant la ville de Riverton, d’Invercargill et de Dunedin et était une zone de repos populaire pour les conducteurs de chariots pour une nuit de plaisir et où ils pouvaient prendre du bon temps.
Crawley le vendit à John Heath en 1867.
En 1871, Donald McLean était le propriétaire de la licence et l’hôtel, qui était en sérieux déclin.
Sur le côté opposé de la route, où se situe l’hôtel, était une petite tombe, où sont enterrés 4 personnes, qui avaient été tuées au moment où l’hôtel avait été ouvert.
Deux de celles-ci sont connus: Margaret Smith décédée en 1865 après que la diligence dans la-quelle elle voyageait se soit retournée dans la crique au niveau de la localité de Parawa, alors que James Cameron décéda en 1871 après avoir mangé du ‘tutu’ dans le bar de l’hôtel.
Un cairn situé au-dessus de la route ‘State Highway 6’ commémore ces premiers pionniers.

## La gare de Eyre Creek
En 1859, la Station de Eyre Creek fut installée, fonctionnant initialement comme une extension de la gare voisine de « Five Rivers Station ».
Toutefois, quand la société « Dalgety, Rattray et Compan » s’en allat en 1868, ils construisirent une maison pour les gestionnaires, qui est maintenant connue comme sous le nom de « Eyre Creek ».
Le torrent Eyre creek (en) lui-même était sur le bord nord de la propriété et ne s’écoulait pas dans la localité elle-même.
En 1873, William Larnach (en) acheta les 45 100 acres de la station pour 25 000 £.
Il vendit plus tard une partie de ses intérêts à Henry Driver, avant de la vendre en 1879 à la « New Zealand Agricultural Company » dont ils devinrent tous les deux directeurs.
La compagnie ne fut pas un succès financier mais graduellement disposa de parts de la propriété.
Avec les années, un certain nombre de directeurs de la compagnie furent basés au niveau de Eyre Creek avant que le bloc de la maison soit vendu à John Gibson en 1902.
La Station actuelle de Eyre Creek, un petit reste de la gare originale et a son domicile tout près de la ville de Athol.

## Chemin de fer
La branche de chemin de fer de la branche de Kingston (en) ouvrit le 28 janvier 1878 et peu après une voie latérale (en) fut construite au niveau d’Eyre Creek.
La station est à 1 093 pieds au-dessus du niveau de la mer et fut la plus élevée sur le trajet de cette ligne.
En juillet 1939, un train à partir de la ville de Gore en direction de la ville de Kingston fut bloqué dans des congères de neige de 8 piedsd’épaisseur au niveau d’Eyre Creek.
Bien qu’en fait, il ait pu être libéré, le train fut forcé de passer la nuit à cet endroit
Il prit deux journées supplémentaires pour atteindre réellement sa destination.
La branche de la ligne ferma le 26 novembre 1979.
Le circuit de vélo « Around the Mountains Cycle Trail (en)» suit maintenant certains des tronçons de la ligne passant à travers Eyre Creek.
Une réplique de la signalisation de la vieille gare a été dressé sur son ancien site.